# Moravská konfese
Moravská konfese je věroučný text moravských protestantů z roku 1566. Věroučně stojí na základě lutersko-melanchtonského směru reformace se specificky českým důrazem na řádný život křesťana a církevní kázeň. Bývá také označována za konfesi novoutrakvistickou. 
Konfese sestává ze 16 článků. Ve čtvrtém článku se výslovně hlásí k Augsburské konfesi, celkově je však koncipována inkluzivisticky, jako text zastřešující více teologických směrů, čímž se svým charakterem podobá pozdější České konfesi.
Hlavním tvůrcem textu Moravské konfese byl Pavel Vorličný-Aquilinas.
Moravskou konfesi podepsalo v roce 1566 asi 200 nekatolických duchovních z Moravy, tedy asi dvě třetiny jejich celkového počtu. Odmítla ji Jednota bratrská. Faktický význam Moravské konfese byl krátkodobý, většina moravských nekatolických sborů se v 70. letech výslovně přihlásila k Augsburské konfesi, nejdéle se Moravské konfese držely sbory v uherskobrodském děkanství.